# Маділа
Ма́діла (ест. Madila küla) — село в Естонії, у волості Сауе повіту Гар'юмаа.

## Населення
Чисельність населення на 31 грудня 2011 року становила 40 осіб.

## Історія
З 21 травня 1992 до 24 жовтня 2017 року село входило до складу волості Ніссі.